# Arenosetella fissilis
Arenosetella fissilis är en kräftdjursart som beskrevs av C. B. Wilson 1932. Arenosetella fissilis ingår i släktet Arenosetella och familjen Ectinosomatidae. Inga underarter finns listade i Catalogue of Life.